# Чемпіонат України з боксу 2015
XXV Чемпіонат України з боксу серед чоловіків — головне змагання боксерів-любителів в Україні, організоване Федерацією боксу України, що відбулося з 17 по 22 листопада 2015 року в Вінниці на манежах спортивного клубу «Нокаут». В турнірі взяли участь (?) боксерів у 10 вагових категоріях. Турнір було присвячено пам'яті Миколи Капусти (сина власника клубу «Нокаут» Сергія Капусти), що загинув.

## Розклад
| Дата         | Час 1           | Час 2           | Раунд           |
| ------------ | --------------- | --------------- | --------------- |
| 16 листопада | Приїзд команд   | Приїзд команд   | Приїзд команд   |
| 17 листопада | 12:00           | 17:00           | Попередній етап |
| 18 листопада | 12:00           | 17:00           | Попередній етап |
| 19 листопада | 12:00           | 16:00           | Чвертьфінали    |
| 20 листопада | 13:00           | 13:00           | Півфінали       |
| 21 листопада | День відпочинку | День відпочинку | День відпочинку |
| 22 листопада | 11:00           | 11:00           | Фінали          |

## Медалісти
| Дисципліна                       | Золото            | Срібло              | Бронза              |
| -------------------------------- | ----------------- | ------------------- | ------------------- |
| до 49 кг, чоловіки докладніше    | Назар Куротчин    | Денис Козарук       | Євген Пилипчук      |
| до 49 кг, чоловіки докладніше    | Назар Куротчин    | Денис Козарук       | Максим Чулячеєв     |
| до 52 кг, чоловіки докладніше    | Максим Фатич      | Ярослав Яворський   | Артур Ішутін        |
| до 52 кг, чоловіки докладніше    | Максим Фатич      | Ярослав Яворський   | Микита Чарута       |
| до 56 кг, чоловіки докладніше    | Микола Буценко    | Руслан Пашаєв       | Іван Соловйов       |
| до 56 кг, чоловіки докладніше    | Микола Буценко    | Руслан Пашаєв       | Станіслав Поляничко |
| до 60 кг, чоловіки докладніше    | Тимур Беляк       | Олександр Меленюк   | Олег Прудкий        |
| до 60 кг, чоловіки докладніше    | Тимур Беляк       | Олександр Меленюк   | Юрій Шестак         |
| до 64 кг, чоловіки докладніше    | Іван Данча        | Володимир Матвійчук | Віктор Петров       |
| до 64 кг, чоловіки докладніше    | Іван Данча        | Володимир Матвійчук | Денис Песоцький     |
| до 69 кг, чоловіки докладніше    | Євген Барабанов   | Сергій Богачук      | Василь Рибалка      |
| до 69 кг, чоловіки докладніше    | Євген Барабанов   | Сергій Богачук      | Віталій Терещук     |
| до 75 кг, чоловіки докладніше    | Дмитро Митрофанов | Тарас Головащенко   | Владислав Войталюк  |
| до 75 кг, чоловіки докладніше    | Дмитро Митрофанов | Тарас Головащенко   | Валерій Харламов    |
| до 81 кг, чоловіки докладніше    | Денис Солоненко   | Володимир Скрипка   | Владислав Михайлов  |
| до 81 кг, чоловіки докладніше    | Денис Солоненко   | Володимир Скрипка   | Максим Коц          |
| до 91 кг, чоловіки докладніше    | Денис Пояцика     | Дмитро Лісовой      | Рамазан Муслімов    |
| до 91 кг, чоловіки докладніше    | Денис Пояцика     | Дмитро Лісовой      | Костянтин Пінчук    |
| понад 91 кг, чоловіки докладніше | Віктор Вихрист    | Ростислав Архипенко | Ігор Шевадзуцький   |
| понад 91 кг, чоловіки докладніше | Віктор Вихрист    | Ростислав Архипенко | Віктор Труш         |